# Tuka Rocha
Pour les articles homonymes, voir Rocha (homonymie).
Christiano Chiaradia Alcoba Rocha, dit Tuka Rocha, né le 13 décembre 1982 à São Paulo (État de São Paulo) et mort le 17 novembre 2019 à Salvador (Bahia), est un pilote automobile brésilien.

## Biographie
Tuka Rocha débute en karting à l'âge de 9 ans, en 1992. Il remporte de nombreux championnats de karting au Brésil entre 1996 à 2000. Ensuite, il s'engage en Formule 3 sudaméricaine, catégorie Light. Il finit vice-champion dans sa catégorie et 11e au championnat. En 2002, il rejoint Ricardo Zonta dans l'écurie Gabord Competicion en World Series by Nissan. Mené par son coéquipier pendant toute la saison, il termine une nouvelle fois à la 11e place. Après une année 2003 très maigre en résultats, Rocha reste en Europe pour la Superfund Euro F3000. En courant pour 4 écuries différentes, il termine 8e, avec 15 points au compteur. En 2005, après une 14e place en F3000 italienne, il devient pilote essayeur pour le Brésil en A1 Grand Prix et sera même un des pilotes titulaires pour la saison 2006-2007, mais il ne marquera aucun point, En revanche, cette même, Tuka termine 4e en Euroseries F3000. En 2008, Tuka a été choisi pour conduire la voiture de l'équipe de football brésilienne Flamengo en Superleague Formula. Il est 15e avec 66 points.
Il meurt le 17 novembre 2019 des suites d'un accident d'avion .

## Carrière
- 1992-2000 : Karting
- 2001 : Formule 3 sudaméricaine (11e au championnat, vice-champion en cat. Light)
- 2002 : World Series by Nissan (11e)
- 2003 : World Series by Nissan (17e)
- 2003 : Championnat de Grande-Bretagne de Formule 3 (24e)
- 2004 : Superfund Euro F3000 (8e)
- 2005 : F3000 italienne (14e)
- 2005 : A1 Grand Prix (pilote essayeur)
- 2006 : Euroseries F3000 (4e)
- 2006-2007 : A1 Grand Prix (aucun point avec le Brésil)
- 2007 : Euroseries F3000 (17e)
- 2008 : Superleague Formula (16e)